# Бодуэн II де Ланнуа
Бодуэн II де Ланнуа (фр. Baudouin II de Lannoy; около 1434/1437 — 7 мая 1501, Брюгге), сеньор де Молембе, Сольр и Туркуэн — военачальник, государственный деятель и дипломат Бургундии и Габсбургских Нидерландов, советник и второй камергер Максимилиана Габсбурга, главный дворцовый распорядитель Карла Смелого, Марии Бургундской и Филиппа I Красивого.

## Биография
Сын Бодуэна I де Ланнуа, сеньора де Молембе, и Адриенны де Берлемон, дамы де Сольр-ле-Шато.

### Войны Карла Смелого
Впервые отличился в войне Лиги общественного блага. 16 июля 1465 в битве при Монлери, после французской атаки сира де Брезе и бургундской графа де Сен-Поля, подоспевший на помощь своим людям граф де Шароле приказал поджечь деревню Монлери. Для этого надо было выбить французов, державших там оборону, и в ходе штурма вражеской позиции, согласно мемуарам Энена, особенно отметились свой храбростью Антуан де Алевин, брат сьера де Алевина, и Бодуэн де Ланнуа, сын заики Ланнуа.
Предположительно, Бодуэн де Ланнуа в 1468 году участвовал во взятии Льежа. Через некоторое время он присутствовал в Монсе на церемонии принятия Карлом Смелым власти над графством Эно. Среди многих сеньоров находился его родственник Жан де Ланнуа, сеньор де Менговаль, отец победителя при Павии, а сам Бодуэн был там в качестве вассала графа Эно за свою сеньорию Сольр-ле-Шато.
Принял участие в начавшейся в 1471 году войне между Карлом Смелым и Людовиком XI. После заключения перемирия 26 марта бургундцы устроили пышный турнир, открывшийся поединком между Бодуэном де Ланнуа и сеньором де Сен-Симоном. Они провели несколько джостр с отточенными копьями.
В следующем году Ланнуа участвовал во взятии Неля и Руа, а затем в осаде Бове, где командовал ордонансовой ротой. Карл Смелый вызвал из Абвиля подкрепление в 300 копий, отправив ему на смену роту Ланнуа. Вскоре Бодуэн де Ланнуа вместе с Жилем де Арши, сеньором де Беллиньи, и другими дворянами взял штурмом город Гамаш.
В 1473 году Ланнуа сопровождал герцога при завоевании Гелдерна, перешёл с войсками через Рейн в графство Зютфен, где Карл Смелый назначил его губернатором.
В июле 1474 Бодуэн де Ланнуа принял участие в осаде Нойса. В том же году унаследовал от отца сеньорию Молембе и стал первым дворцовым распорядителем Карла Смелого.

### Служба Максимилиану и Марии
Сеньор де Молембе сохранил свое положение при наследнице герцога Марии Бургундской. В 1477 году был послан ко двору императора Фридриха III с сообщением о согласии герцогини на брак с его сыном, и сопровождал Максимилиана Габсбурга в Нидерланды. 18 августа в Генте присутствовал при подписании брачного контракта.
28 июня 1479 присутствовал на церемонии крещения принца Филиппа в церкви Сен-Донат, а 7 августа сражался вместе с Максимилианом в битве при Гинегате.
Согласно обычаю, новые суверены должны были инаугурироваться в каждой из провинций, и обязанностью главного дворцового распорядителя было их сопровождение. Известно, что Ланнуа был в кортеже герцогини при торжественном въезде в Ауденарде 30 мая 1480. 2 декабря он был вызван на штаты Эно, открывшиеся в Монсе 2 января 1481. Вскоре Бодуэн де Ланнуа принял участие в посольстве к Людовику XI, «в надежде найти добрый мир» и потребовать реституции Эдена, Эра и Бетюна.
5 мая сеньор де Молембе присоединился к Максимилиану в Хертогенбосе, где герцог отмечал праздник Золотого руна. 9 мая на капитуле Бодуэн де Ланнуа был избран в члены ордена. 17-го вместе с Жаном де Бергом он принес присягу и получил орденскую цепь. Затем участвовал в ассамблее совета в Брюсселе, где дворяне поклялись в верности герцогу и выразили возмущение действиями Филиппа де Кревкёра, сеньора д’Экёрда, воспитанного при бургундском дворе, и перешедшего на сторону Франции, чтобы вести кровавую войну со своими прежними сеньорами.

### Аррасский мир
В ноябре 1482 Ланнуа отправился с новым посольством во Францию для заключения Аррасского договора. После подписания мира 23 декабря послы выехали из Арраса в замок Плесси, где наполовину парализованный после инсульта Людовик с трудом ратифицировал соглашение, затем получили подпись дофина в Амбуазе, проехали назад через Тур, где король окончательно ратифицировал договор, подарив членам посольства 30 000 золотых экю и чудесное серебряное судно. По прибытии делегации в Париж парламент зарегистрировал договор, и после пышных празднеств послы отбыли на родину, а французская делегация отправилась для ратификации в Гент.
Обратно французы увезли трехлетнюю невесту дофина принцессу Маргариту, двор которой 2 июня 1483 разместился в Амбуазе. Почти в это же время из Нидерландов прибыло новое посольство, которое возглавлял канцлер ордена Золотого руна Жан де Ланнуа, аббат Сен-Бертена, и в котором снова участвовал сеньор де Молембе. 23 июня он присутствовал на церемонии помолвки, отпразднованной с необыкновенной пышностью.

### Гражданская война во Фландрии
С началом гражданской войны во Фландрии рыцарство Золотого руна, составлявшее в то время совет суверена, разделилось на две партии, и несколько рыцарей (Равенштейн, Грутхусе, Ла-Вер и Беверен) засели в Генте с особой юного эрцгерцога. Новый капитул, запланированный на май 1484, был сорван. После длительных переговоров, начавшихся в ноябре 1483, восемь рыцарей, среди которых был Бодуэн де Ланнуа 8 мая заявили Максимилиану, что он более не является великим магистром, но лишь исполняет его функции до достижения совершеннолетия его сыном.
9 июня в Термонде, назначенном местом общего собрания, прибыли семь рыцарей (граф Нассау, Жан и Бодуэн де Ланнуа, де Тулонжон, де Буссю, де Линь и фон Польхейм) и сановники ордена. В городе их ждали господа фон Равенштейн, ван Грутхусе, де Ла-Вер, де Беверен и де Ромон, президент Фландрии и другие лица из совета герцога Филиппа. Вместе двенадцать рыцарей постановили, что Максимилиан отныне должен носить титул отца шефа ордена, а его сын Филипп — шефа и суверена. Нассау, Молембе, Польхейм и гербовый король отправились в Брюссель, чтобы 14 июня сообщить об этом решении Максимилиану и попытаться уладить его спор с восставшими гентцами. Их сопровождал Великий бастард Антуан Бургундский.
Переговоры со Штатами Фландрии и ассамблеей в Термонде затянулись, и Максимилиан решил силой вырвать у гентцев опеку над своим сыном. В Мехелене была собрана армия, к которой присоединились Жан де Берг, Бодуэн де Ланнуа и сеньор де Шантерен. 26 ноября 1484 их солдатам удалось обманом проникнуть в Термонде и, сломив сопротивление жителей, овладеть этим городом. После нескольких месяцев войны Габсбург 6 июля 1485 воссоединился с сыном.
После возобновления гентского восстания Максимилиан поручил Бергу и Молембе вывезти принца Филиппа из Термонде в Брюссель. В награду за службу герцог назначил Бодуэна де Ланнуа губернатором Лилля, Дуэ и Орши. 18 августа 1485 тот принес присягу в Лилле. В каталоге губернаторов Ланнуа уже фигурирует как сеньор Молембе, Сольра и Туркуэна. Последнюю сеньорию он, по-видимому, купил в том году у прежнего владельца, Жосса Блонделя де Жуаньи, барона де Памеля. Два раза разграбленное французами в 1477 и 1482 годах, и один раз при этом сожженное, поселение в то время не могло приносить большого дохода.

### Опала
Вскоре Бодуэн де Ланнуа впал в немилость, став жертвой клеветников, обвинивших его в измене и получении денег от французов. Максимилиан приказал камергеру, уехавшему в свой замок в Сольр-ле-Шато, не появляться при дворе, пока его не вызовут для объяснений.
Вернувшись из Германии после избрания Римским королем, герцог призвал к себе Бодуэна, и вскоре после торжественного въезда суверена в Брюссель сеньор де Молембе был принят в присутствии канцлера и нескольких сеньоров. Обвиняемого сопровождали родственники и друзья: канцлер ордена Жан де Ланнуа, аббат Сен-Бертена, рыцари ордена сеньоры де Ланнуа, де Фиенн и де Буссю, главный дворцовый распорядитель короля сеньор де Менговаль, сеньоры де Бримё, де Рубе, де Сант, д’Эстре, де Фонтен и де Мелён. Вскоре прибыли Филипп Клевский, князь де Шиме, сеньор де Сампи и еще несколько дворян и рыцарей. «Такое прибытие больше подобало триумфатору, чем обвиняемому».
Взяв слово, сеньор де Молембе, которого за красноречие прозвали оратором Молембе, напомнил о своих заслугах и верной службе, и потребовал, чтобы обвинители открыто выступили перед ним, дабы он мог отстоять свое доброе имя. Затем поднялся Жан де Ланнуа, пользовавшийся при дворе большим уважением, и заявил, что ни он, ни прочие родственники не стали бы сопровождать и защищать Бодуэна, если бы считали его виновным, а наоборот, помогли бы его наказать, но раз обвинения ничем не подтверждены, они нижайше просят Максимилиана восстановить его честь.
Дело было выиграно, так как никто из тех, кто распускал позорные слухи, не осмелился открыто обвинить сеньора де Молембе перед королем.

### Вторая франко-габсбургская война
Максимилиан, у которого после коронации от временных успехов закружилась голова, под влиянием придворных льстецов, пророков и астрологов решил напасть на Францию и планировал завоевать Неаполь, «чтобы заставить мир содрогаться от грома своих подвигов». Мортан, Оннекур, Слейс и Теруан были быстро захвачены, однако, попытки склонить французских военачальников к измене были неудачны, немецкие и швейцарские наемники, не получившие жалования, разошлись по домам, и Габсбургу пришлось просить помощи у своих подданных во Фландрии и Артуа. Буржуа Сент-Омера, Лилля и Дуэ хотели сохранить строгий нейтралитет в конфликте, но Сент-Омеру это не удалось, так как его 27 мая 1487 захватили французы. Через два месяца маршал Кревкёр отвоевал Теруан.
Сторонники Максимилиана горели желанием отомстить за неудачи, и Кревкёр воспользовался их нетерпением, заманив в начале августа войска Филиппа Клевского и Бодуэна де Ланнуа в засаду у Бетюна. В жестокой схватке с превосходящими силами противника 900 бургундцев и немцев были убиты, а граф Нассау, раненый копьем в бедро, был взят в плен вместе с Карлом Гельдернским, Жераром де Буссю, Жаном де Коммином, Жаном д’Овершельде, бальи Ипра, и другими сеньорами. Это поражение бросило тень на репутацию Ланнуа, считавшегося рассудительным и опытным военачальником.
В довершение неприятностей Фландрия опять восстала, и Максимилиан был арестован в Брюгге собственными подданными. Бодуэна при нем в это время не было, и печальную новость тот узнал от аббата Сен-Бертена и сеньора де Менговаля. В городе царил террор, и Филипп Красивый попытался собрать силы для освобождения своего отца. 28 февраля 1488 в Мехелене собрались депутаты трех сословий Брабанта и Эно. Бодуэн де Ланнуа сопровождал принца на этой ассамблее, которая не смогла принять решения из-за противодействия гентцев.
Во Фландрии царил хаос. Французский отряд тяжеловооруженных всадников, нанятый Штатами, укрепился в замке Лидкерке, откуда устраивал грабительские вылазки, в результате чего из Монса в Брюссель можно было безопасно проехать только с большим эскортом. Максимилиан, которого мятежники освободили, собрал в Мехелене ассамблею валлонских провинций, после окончания которой, и после празднования дня Всех святых, Бодуэн де Ланнуа устроил засаду на дороге из Алста в Ат, где наголову разгромил французских бандитов, взяв полсотни пленных, многие из которых умерли от ран в Ате.
В виду опустошавшей Фландрию анархии жители пограничных Лилля, Дуэ и Орши, первыми становившиеся жертвами французских нападений, 13 ноября 1488 заключили договор о нейтралитете. Бодуэн, как губернатор провинции, должен был его завизировать, но, опасаясь, что это может быть с его стороны нарушением присяги, отказался ставить подпись. Тем не менее, демарш фландрских валлонов вскоре был одобрен Максимилианом, хотя и не спас их от жестоких грабежей, производившихся солдатами из Эно. Лилльцы жаловались Максимилиану, и тот приказал Бодуэну и великому бальи Эно вешать грабителей.

### Мир с Францией. Служба Филиппу Красивому
19 мая 1491 Бодуэн де Ланнуа со своим родственником сеньором де Ланнуа и еще четырьмя рыцарями прибыл в Мехелен на орденский капитул. В июле 1491 актом, данным в Мехелене, Максимилиан разрешил проведение в Туркуэне ежегодной вольной ярмарки в течение трех дней, начиная с 25 июля, дня святого Христофора, с прерогативами, вольностями и франшизами, а также со всеми повинностями, установленными для ярмарок во Фландрии.
В качестве губернатора провинции сеньор де Молембе 21 марта 1492 в Мехелене подписал вместе с членами Большого совета и герцогом Саксонским от имени Римского короля перемирие с Филиппом де Кревкёром, представлявшим короля Франции. После возобновления войны окончательный мирный договор был подписан 23 мая 1493 в Санлисе, и Бодуэн де Ланнуа вместе с графом Нассау был назначен его хранителем на границах Фландрии и Артуа.
По достижении Филиппом Красивым совершеннолетия Ланнуа, ставший его дворцовым распорядителем, сопровождал нового герцога на церемониях инаугураций во всех провинциях. 10 сентября 1494 он был с ним в Лувене, где Филипп принес присягу в Городском дворце в качестве герцога Брабантского, а 22 июля 1495 сопровождал принца при торжественном въезде в Брюссель. Вероятно, в следующем году он был в свите Филиппа, когда тот ездил в Германию на встречу с отцом.
В начале 1497 сеньор де Молембе возглавил очередное нидерландское посольство во Францию. Задачей миссии было потребовать у Карла VIII возвращения герцогства Бургундского, городов Эра, Эдена и Бетюна, и вообще всего, что было захвачено французами у Марии Бургундской. Ланнуа был с большим почетом принят королем, и в изысканных выражениях передал ему и его совету требования своего сеньора. Для французов они были неприемлемы, и в ответном послании король сообщал, что земли могут быть возвращены только силой оружия.
После смерти Карла и воцарения Людовика XII Максимилиан вознамерился вторгнуться в Бургундию, но наёмники, которым он опять не заплатил, бросили его по дороге. 20 июля 1498 в Париже был подписан новый мирный договор, по которому Филипп отказывался от Бургундии, а Людовик от Лилля, Дуэ и Орши. Договорились, что король должен был вернуть Эр, Эден и Бетюн при условии принесения оммажа за графства Фландрию и Артуа. После этого Ланнуа сопровождал принца в триумфальной поездке по всем провинциям. 2 июля 1499 они прибыли в Аррас, где через три дня Филипп принес вассальную клятву канцлеру Франции.
В 1500 году на пасху Бодуэн де Ланнуа удостоился чести принимать герцога в своем замке Сольр, откуда тот отправился крестить Филиппа де Кроя, сына князя де Шиме. В январе следующего года сеньор де Молембе в последний раз участвовал в орденском капитуле. Он умер 7 мая 1501 в Брюгге, тело было перевезено для погребения в церковь в Сольр-ле-Шато.

## Семья
Жена (10.02.1472): Мишель д’Эн де Коруа (7.10.1440—22.04.1511), дама де Коруа, дочь Эме д’Эн де Коруа и Изабо д’Окош. Принесла в приданое сеньории Коруа и Бовуар; к последней также относился титул пэра Камбрези.
Дети:
- Франсуаза (Мария) де Ланнуа (1475 — ранее 1525), дама де Ланнуа, Гиньи, Ланьон и Маре. Муж (1498): Антуан де Монморанси, сеньор де Круазий (1470—1529)
- Шарль де Ланнуа (1486—1.06.1495)
- Филипп де Ланнуа (1487—12.09.1543), сеньор де Молембе. Жена 1) (1508): Мадлен Бургундская (1489—14.01.1511), дочь Бодуэна, бастарда Бургундского, сеньора де Фалез, и Марии Мануэль де ла Серда; 2) (1517): Франсуаза де Барбансон (1500—1560), дама де Бовуар, дочь Жана де Барбансона, сеньора де Кани, и Габриели де Боссю
- Элизабет де Ланнуа (ум. 1525), аббатиса Солеймона
- Жаклин де Ланнуа (ум. 27.06.1517), канонисса в Сен-Водрю, затем в Мобёже. Муж: Клод Бутон, сеньор де Корберон (ум. 1556)
- Мадлен де Ланнуа. Муж (после 1551): Жан де Руазен, сеньор де Роньи и Корд (1490—1571)